# 黑脸文鸟
黑脸文鸟（学名：Lonchura molucca），是梅花雀科文鸟属的一种，分布于东帝汶和印度尼西亚。该物种的保护状况被评为无危。
黑脸文鸟的栖息地包括亚热带或热带的湿润低地林、亚热带或热带的（低地）干草原、乡村花园、亚热带或热带的（低地）湿润疏灌丛和耕地。